# Universidade da Estremadura

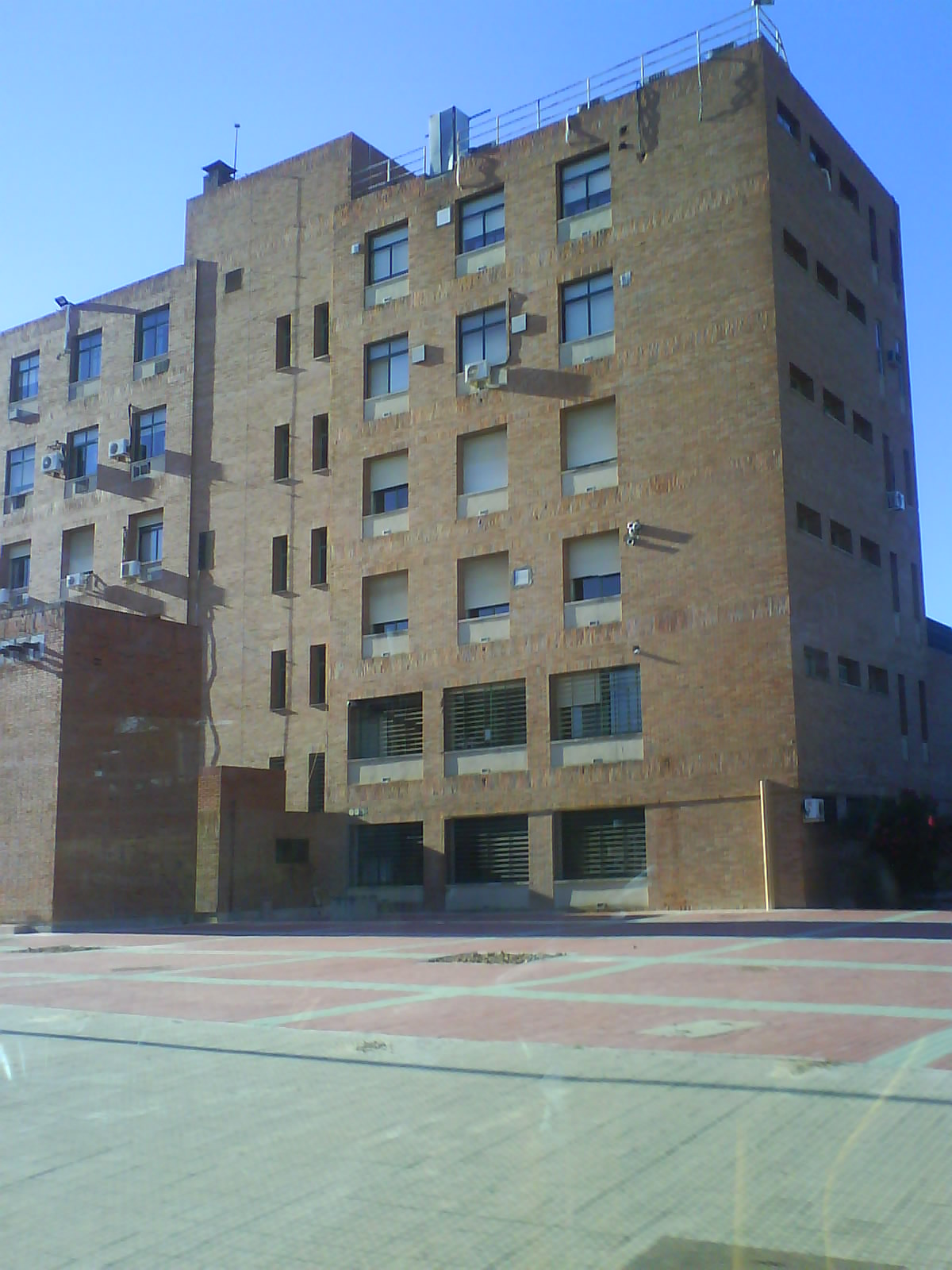
Torre de Químicas da Faculdade de Ciências do campus de Badajoz.

A Universidade da Estremadura (em castelhano:  Universidad de Extremadura), sigla UEx, é uma universidade estatal situada na comunidade autónoma da Estremadura, Espanha. Fisicamente encontra-se distribuída por 4 campus ou polos: Cáceres, Badajoz, Mérida e Plasencia.
Uma das suas especificidades únicas em Espanha é o facto de ser a universidade espanhola ligada à Internet com maior largura de banda — possui 10 acessos de 1 terabyte ao Espanix (PIX ou IXP [Internet exchange point]) de Madrid.[carece de fontes?]

## Observatórios astronómicos
No campus de Badajoz, instalado nos arredores da cidade, está instalado um observatório astronómico dedicado à fotometria CCD, que conta com um refletor newtoniano de 40 cm de diâmetro e trabalha conjuntamente com o catadióptrico de 20.3 cm do Observatório Astronómico de Cáceres instalado no campus de Cáceres, em Aldea Moret, e o catadióptrico de 35,5 cm instalado no Observatório Las Pegueras, em Navas de Oro, a nordoeste de Segóvia. Estes últimos dedicam-se à fotometria em banda V, banda R e espectroscopia de estrelas variáveis.

## Campus Virtual da UEx
O campus virtual da Universidade da Estremadura (CVUE) permite complementar a educação que os alunos recebm nas aulas. Apoiando-se nas novas tecnologia da informação, pretende-se dotar tanto os professores e alunos como o restante pessoal ligado à instituição com ferramentas que ampliam e melhoram os processos de ensino e aprendizagem e de trabalho coordenado. A UEx promove a colaboração virtual para levar a cabo estes processos, rompendo com modelos mais tradicionais.